# Pycnowithius garambicus
Pycnowithius garambicus är en spindeldjursart som först beskrevs av Beier 1972.  Pycnowithius garambicus ingår i släktet Pycnowithius och familjen Withiidae. Inga underarter finns listade i Catalogue of Life.